# Liste des personnages du Cycle des robots

Ce qui suit est la liste des personnages principaux que l'on rencontre dans le cycle des robots d'Isaac Asimov. Cette liste apparaît intégralement dans Le Grand Livre des robots.

## Personnages dans la série Nous les robots
Les personnages cités ici appartiennent à deux cycles : Powell et Donovan, ainsi que Susan Calvin. Les nouvelles que l'on trouve dans Nous les robots contiennent énormément de personnages à l'importance relative, puisqu'elles n'apparaissent que dans une nouvelle.

### Peter Bogert
Mathématicien brillant à l'US robots, il accompagne Susan Calvin dans de nombreuses aventures. Ambitieux, il brigue le poste de Lanning, qu'il obtiendra à la fin de sa vie. Il est également assez imbu de lui-même et prompt à faire valoir sa supériorité intellectuelle, bataille qu'il ne remporte jamais face à l'esprit acéré de Susan Calvin.
Nouvelles dans lesquelles Peter Bogert apparaît.

### Susan Calvin
Robopsychologue de l'US Robots, elle contribue grandement à son développement. Personne rêche, peu prompte au désarroi ou à la passion, elle résout par son intelligence aiguisée les nombreux problèmes qu'elle aura à confronter au cours de sa carrière
Ceci sont les principales nouvelles dans lesquelles Susan Calvin apparaît, ainsi qu'une fugitive entrevue dans Robbie.

### Michael Donovan
Technicien de l'US robots spécialisé dans le test des robots en partenariat avec Grégory Powell. Les robots fabriqués sur Terre sont envoyés « in situ » dans l'espace (stations spatiales, planètes...) où l'équipe les fait fonctionner en conditions réelles. Leur travail consiste à repérer les anomalies dont les robots sont victimes, à les comprendre et à les réparer, souvent dans des conditions extrêmes, ou limitées en temps. Les défaillances sont généralement dues à des applications des trois lois de la robotique qui, dans des conditions spéciales, donnent lieu à des comportements étranges.
Ceci sont les principales nouvelles dans lesquelles Michael Donovan apparaît, ainsi que dans Évasion !.

### Alfred Lanning
Directeur des recherches à l'US Robots. Il est décrit comme le patriarche de l'entreprise, avec sa voix douce et ses longs cheveux blancs. Son rôle primordial consiste à orienter l'activité de la compagnie en réglant les problèmes délicats, avec l'aide de Susan Calvin et de Peter Bogert.
Nouvelles dans lesquelles Alfred Lanning apparaît.

### Grégory Powell
Technicien de l'US robots spécialisé dans le test des robots en partenariat avec Michael Donovan.
Ceci sont les principales nouvelles dans lesquelles Grégory Powell apparaît, ainsi que dans Évasion !.

## Personnages du cycle d'Elijah Baley
La lettre R. est l'initiale de Robot, ainsi qu'il l'est présenté dans les romans. La quasi-totalité des robots ont une forme humaine, mais ne peuvent pas être confondus avec des êtres humains en raison de leur coque métallique, et de quantités d'autres signes, comme leur démarche, leur intonation, leur obéissance aux trois lois de la robotique.

### Elijah Baley
Inspecteur de police, au cours de ces enquêtes, il devient l'unique homme terrien à poser le pied sur plusieurs mondes spaciens. Durant ses missions, il passe progressivement de l'échelon C5 à C6, puis C7. Il est ami avec le commissaire Julius Enderby avant que celui-ci ne ait commis un homicide par confusion (il avait crû tuer un robot humanoïde). Il tient en grande estime et amitié R. Daneel Olivaw, qu'il retrouve dans 4 enquêtes. Il a une femme, Jezabel (elle se fait appeler Jessie), et un fils, Ben. Il est le principal instigateur sur Terre du mouvement colonisateur de 2e génération.

### Gladia Delmarre
Pour les articles homonymes, voir Delmarre.
Spacienne, plus précisément Solarienne, elle rencontre Elijah Baley alors qu'elle est accusée du meurtre de son mari, et que le terrien s'est rendu sur sa planète pour régler cette histoire. Après avoir été reconnue comme innocente, elle rejoint ensuite le monde d'Aurore. En tant que Solarienne, elle n'est pas habituée à côtoyer des gens, mais elle s'efforce de le faire, espérant retrouver un Elijah dans chaque personne qu'elle rencontre. Elle le retrouvera de nouveau quand elle est mêlée à une nouvelle affaire grave, qui débouchera également sur une enquête de Baley, sur Aurore cette fois-ci. À la fin de cette enquête, il ne lui sera donné de revoir Elijah qu'une seule fois, dans l'espace.
Après sa mort, elle se rend sur Baleyworld de longues années plus tard. C'est un des nouveaux mondes issus de la colonisation terrienne.

### Han Fastolfe
L'un des plus grands spécialistes de la robotique, il mit au point les robots humanoïdes en collaboration avec le docteur Sarton. Se retrouvant deux fois confronté à Elijah Baley dans ses enquêtes, il l'aide au possible. C'est également lui qui a insufflé l'idée à Baley d'envisager une nouvelle conquête des planètes. C'est également le point de vue qu'il manifeste dans sa campagne pour la présidence d'Aurore, qu'il va gagner. Il préconçoit la notion de psychohistoire, insufflée par R. Giskard, son majordome.

### R. Giskard Reventlov
Majordome de Han Fastolfe, il se retrouve télépathe par accident après avoir servi d'objet d'étude à la fille de Han Fastolfe. Il s'oppose à Baley en testant ses capacités de réflexion et de déduction, pour commencer à concrétiser la psychohistoire. À la fin de son existence (induite par un blocage lorsqu'il s'oppose à un être humain, enfreignant l'une des 3 lois de la robotique), il invente une ultime loi de la robotique, la loi 0 : Un robot doit préserver l'humanité, ou ne pas laisser l'humanité en péril. Il transfère sa capacité à Daneel Olivaw, en lui demandant d'orienter l'humanité vers une issue satisfaisante.

### R. Daneel Olivaw
L'un des deux robots humanoïdes conçus par Han Fastolfe ayant jamais existé. D'autres seront créés plus tard sur Aurora par l'équipe d'Amadiro et certains aussi sur Solaria. Particulièrement vif d'esprit pour un robot, il imite les êtres humains (presque) à la perfection, disposant d'un réceptacle stomacal, de cheveux, d'une peau en silicone, et d'une voix au timbre humain. Aussi « ami » qu'un robot puisse l'être avec Elijah Baley, il le rencontre de nombreuses fois, et l'assiste dans ses missions. À la mort de R. Giskard, il obtient du robot la faculté de télépathie : il est à même de percevoir les émotions, et de les influencer dans une très faible mesure s'il le juge absolument nécessaire pour le bien de l'humanité.
Il organise la création de Gaia, une planète dont toutes les entités vivantes se conçoivent comme une entité unique (cycle de Fondation), assiste Hari Seldon dans la mise en œuvre des Fondations et devient premier ministre de l'empereur Cléon sous le nom d'Eto Démerzel (Prélude à Fondation). 20 000 ans environ après le début de son existence, et après avoir changé 5 fois de cerveau dont chaque version successive est plus puissante, plus complexe mais aussi plus rapidement dégradable que la précédente, il a l'ultime opportunité de transférer sa responsabilité de « gardien de l'humanité » vers un humain Solarien mutant avant de mourir (Terre et Fondation).

### Roj Nemennuh Sarton
Roj Nemennuh Sarton est un roboticien d'Aurora, ; il a collaboré avec le Dr. Han Fastolfe à la création des robots humanoïdes R. Daneel Olivaw et Jander Panell, conçus pour être indiscernables d'un être humain (voir androïde) et créés à son image. Il apparaît dans le roman Les Cavernes d'acier (1953).
Venu à Spacetown, enclave des Spaciens sur Terre, afin de promouvoir l'utilisation des robots par les Terriens, il y est finalement assassiné.